# Гезь, Сергей Сергеевич
Сергей Сергеевич Гезь (укр. Сергій Сергійович Гезь, 30 марта 1929 года, село Обуховка) — передовик производства, старший оператор Днепропетровского металлургического завода имени Г. И. Петровского Министерства чёрной металлургии Украинской ССР. Герой Социалистического Труда (1966). Член ЦК КПУ (1966—1976).

## Биография
Родился 30 марта 1929 года в крестьянской семье в селе Обуховка Днепропетровского района Днепропетровской области).
Трудовую деятельность начал учеником сварщика, потом работал сварщиком нагревательных печей прокатных станов и старшим оператором толстолистового стана листопрокатного цеха Днепропетровского металлургического завода имени Петровского.
В 1960 году вступил в КПСС. В 1966 году удостоен звания Героя Социалистического Труда за выдающиеся трудовые достижения.
После выхода на пенсию проживал в посёлке Обуховка.

## Награды
- Герой Социалистического Труда — указом Президиума Верховного Совета от 20 марта 1966 года
- Орден Ленина